# スリナム

スリナム共和国
Republiek Suriname

国の標語：Justitia - Pietas - Fides
 （ラテン語: 正義 - 忠誠 - 敬虔な言行）
国歌：God zij met ons Suriname（オランダ語）
神よ我らのスリナムと共に在ませ

スリナム共和国（スリナムきょうわこく、オランダ語: Republiek Suriname）、通称スリナムは、南アメリカの北東部に位置する共和制国家。東にフランス領ギアナ、西にガイアナ、南にブラジルと国境を接し、北はカリブ海、大西洋に面する。首都はパラマリボである。
かつてはオランダ領ギアナとして知られており、アメリカ州の独立国では唯一のオランダ語圏でもある。南部にはギアナ高地につながる山地があり、面積、人口ともに南アメリカで最小の独立国である。

## 国名
正式名称はオランダ語で Republiek Suriname オランダ語発音: [ˌrepyˈbliːk ˌsyriˈnaːmə]。通称、Suriname スリナーメ。
公式の英語表記は、Republic of Suriname。通称、Suriname, Surinam 英語発音: [ˈsʊərɨnæm,-nɑːm, -nəm]。国民はSurinamer、形容詞はSurinamese。
オランダ語名の Suriname の -na- に強勢がおかれ、英語名の Suriname の場合は Su- に強勢がおかれている。
日本語の表記は、スリナム共和国。通称、スリナム。
国名は先住民のスリネン人に由来している。

## 歴史

### 先コロンブス期
ヨーロッパ人が訪れる前、この地には先住民のスリネン人が居住しており、彼らの名前から今日のスリナム共和国の国名が取られた。しかし、16世紀にスリネン人はカリブ族の攻撃によって追い立てられた。

### 植民地時代

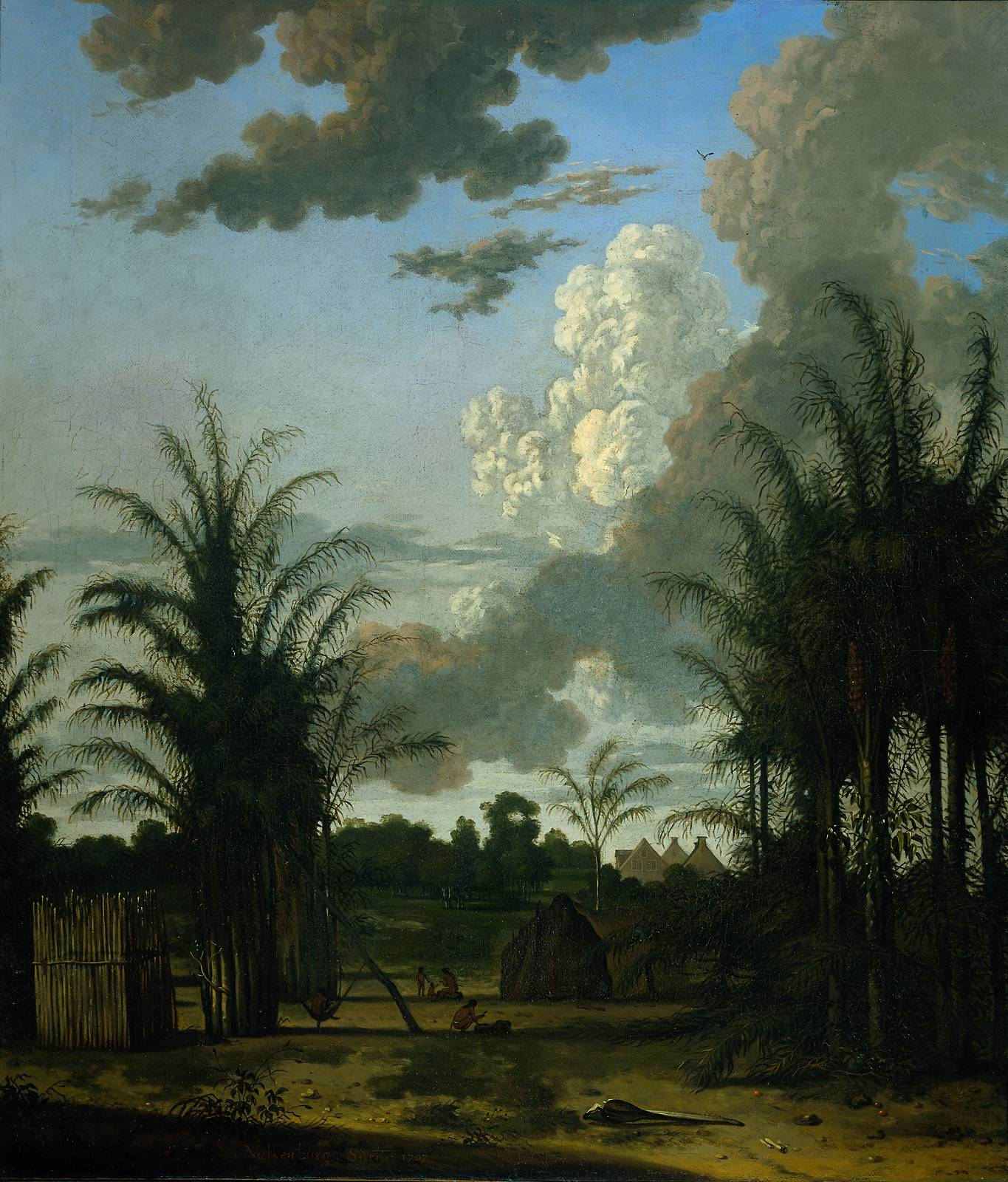
スリナムのプランテーション（1707年）

ギアナ地方がヨーロッパ（スペイン）人に「発見」されたのは1499年である。16世紀にオランダ、イギリス、フランス、スペインの探検家によって探検され、17世紀に入るとイギリス人とオランダ人が入植し、黒人奴隷を使用してタバコ栽培を行った。両国は領有権を巡り争ったが、1667年のブレダ条約でオランダはニューアムステルダム（現ニューヨーク）とスリナムを交換し、その後幾度かイギリスによる占領があったものの、以降オランダの領有権が確定した。
オランダ人は黒人奴隷を使ってコーヒー、カカオ、サトウキビ、綿を栽培したが、奴隷の待遇は劣悪であり、多くの奴隷がプランテーションから脱走し、熱帯雨林に住むインディオの助けを得てマルーン（オランダ語: ボスネイハー - Bosnegers、英語: ブッシュ・ニグロ - Bush Negroes、フランス語: ネグマルーン - Nèg'Marrons）となった。現在もサラマカ、パラマカ、ジュカ（オーカン）、クウィンティ、アルク（ボニ）、マタワイなどのボスネイハー部族が存在している。ボスネイハーはしばしば新しい仲間を募るため、また、女性や武器、食料や物資を得るためにプランテーションを襲撃した。これらの襲撃はプランターやその家族に少なからず損害を与えることとなり、植民地政府側は19世紀にボスネイハーと平和協定を結ぶに至った。これによりボスネイハーは独立した地位と交易の権利を認められた。
その後、1863年に奴隷制度が廃止されたが、1873年まで完全解放はされなかった。奴隷たちの多くは、自由になるとすぐに数世代にわたって彼らを苦しめたプランテーションから逃れ、パラマリボに流入した。このことにより、スリナムにおける農場経営は一時停滞したが、スリナムのプランテーションは手作業の労働者に大きく依存していたため、労働力の不足を補うためにまず中国大陸南部から、つづいてインドから、さらにはオランダ領東インド（現在のインドネシア、特にジャワ島）から契約労働者を受け入れ、新たな労働力とした。またその間、中東からも少数の移民が導入されている。このような歴史により、スリナムは世界でも多様な民族性と文化を持つ国となっている。
1954年にはオランダから自治権を獲得し、1973年にNPK（多くが黒人やムラートのクレオールからなる政党）がオランダ政府と完全独立のための交渉を始め、1975年11月25日に完全独立した。分離手当ては非常に実質的であり、独立後最初の10年間のスリナム経済の大部分がオランダ政府の対外援助からなった。

### 独立以降
1980年に陸軍曹長のデシ・ボーターセによる軍部のクーデター（1980年スリナムクーデター）が起き、スリナムの社会主義化が国家軍事評議会のもとで進められソ連、キューバと親密な関係を築いた。1982年には民主化運動の指導者15名が処刑されたため（12月殺人事件）、オランダは援助を停止した。1986年にはボスネイハーなどからなるゲリラとの内戦が勃発した。
1987年11月の総選挙で軍部が敗退すると、1988年には新憲法のもとでシャンカル大統領が選出され民政復帰を果たした。オランダが再び援助を再開したが、1990年にボーターセによる軍事クーデター（1990年スリナムクーデター、別名電話クーデター）が再び勃発した。クーデターによりオランダは再び援助を停止。シャンカルは退陣した。1991年の総選挙ではフェネティアーン大統領が選出され、アメリカ合衆国およびオランダとの関係を回復した。1992年にはオランダによる人道的援助が再開され、ボーターセ軍司令官が辞任（2010年、民選大統領として復権）した。エコツーリズムが発達し、2000年に中部スリナム自然保護区が、国際連合教育科学文化機関の世界遺産となった。

## 政治

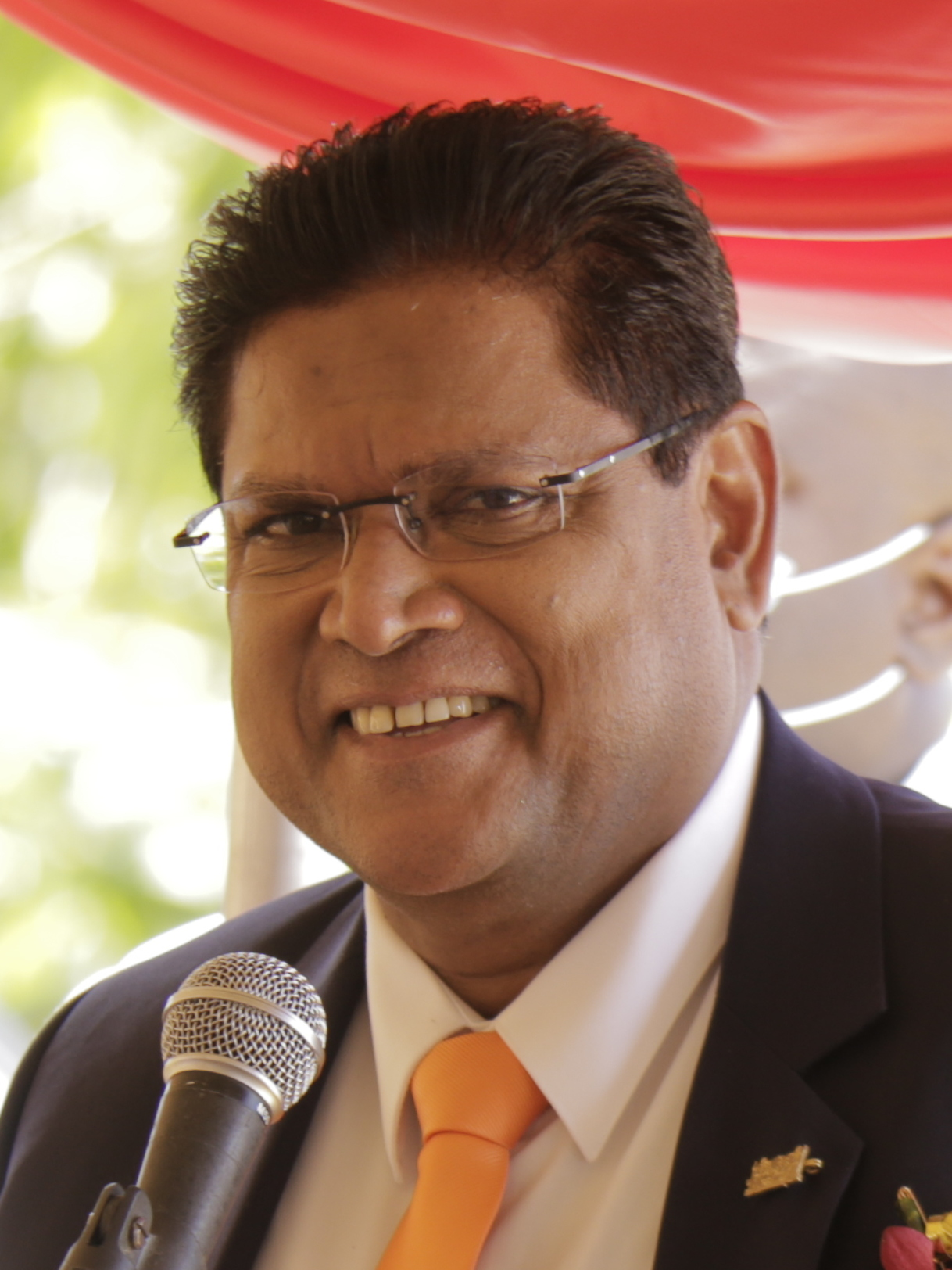
チャン・サントーキ大統領

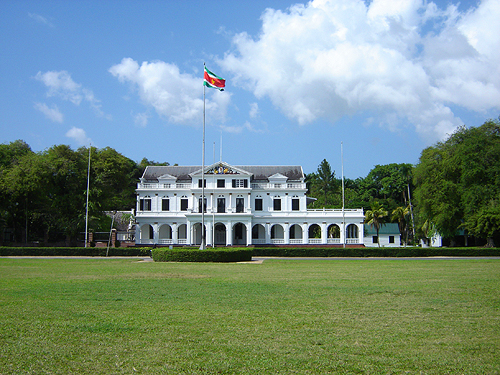
大統領官邸

1980年2月25日、クーデターが発生した。軍が実権を握り、軍が任命した大統領が就任した。1981年11月の総選挙で軍政は崩壊し、野党の連合政権が登場したが1990年12月にまた軍のクーデターが起こり、再び倒された。スリナムの政治は1987年制定の憲法によっている。立法府は一院制の国民議会で構成されており、定数は51名。5年ごとに改選される。
議会の3分の2以上の賛成によって選出された大統領が行政府を取り仕切る。大統領の任期は5年で、投票がそれに満たない場合は議会と地方代表から構成される340名の国民議会の投票によって選出される。
カリブ共同体、南アメリカ連合に加盟している。

## 軍事
2009年時点で総員2,200人の規模を有する。
1975年の独立でオランダ軍部隊から独立し、1980年にはクーデターを引き起こす。民政移管後は政軍関係の再構築をアメリカ合衆国の援助下で行っている。

## 地方行政区分

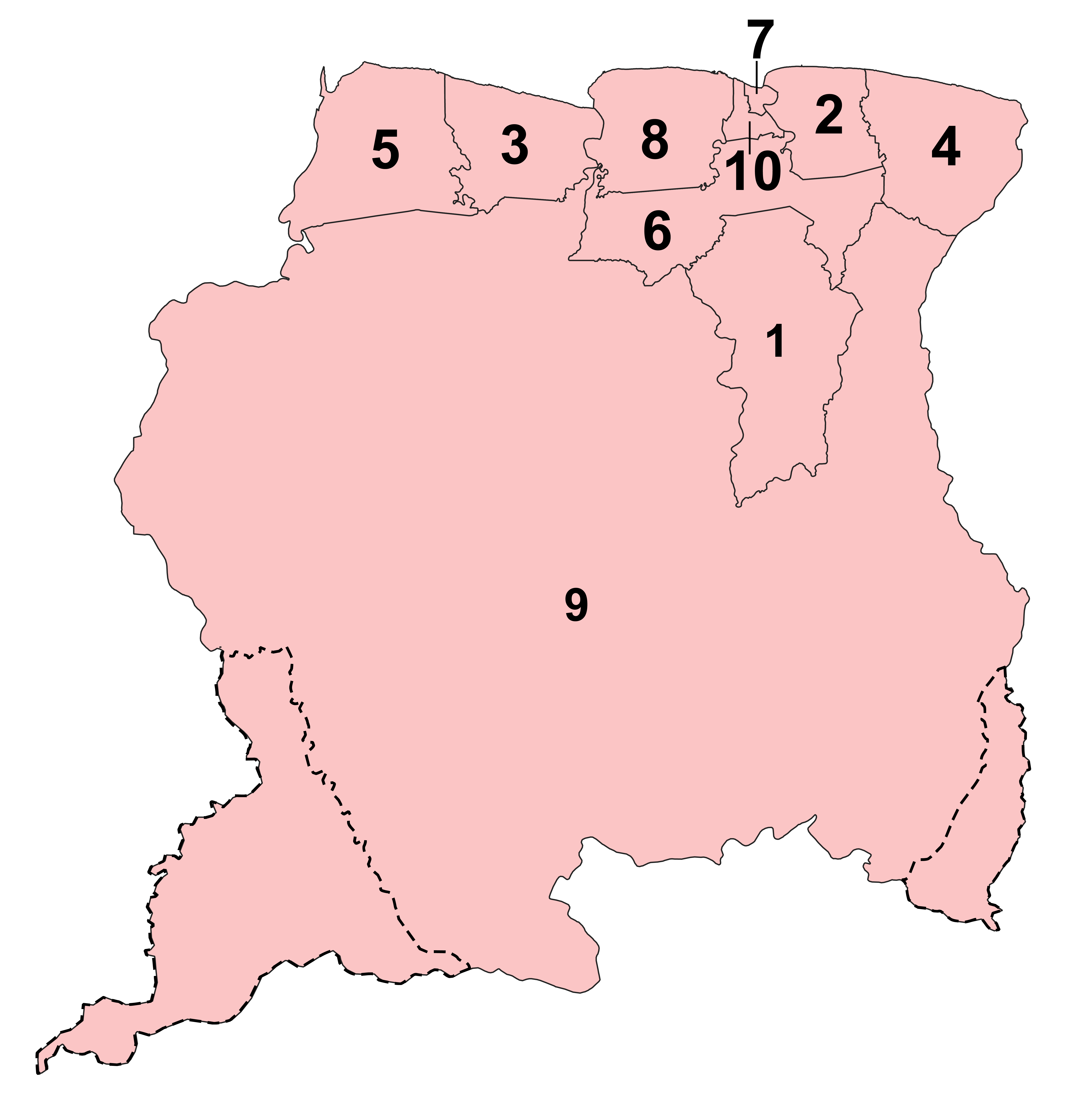
スリナムの行政区画

スリナムは10の地方（蘭: district）に分かれ、地方はさらに62の ressort に分かれる。
1. ブロコポンド （Brokopondo）
2. コメワイネ （Commewijne）
3. コローニー （Coronie）
4. マロワイネ （Marowijne）
5. ニッケーリー （Nickerie）
6. パラ （Para）
7. パラマリボ （Paramaribo）
8. サラマッカ （Saramacca）
9. シパリウィニ （Sipaliwini）
10. ワニカ （Wanica）

### 主要都市
パラマリボ（首都）中心に首都圏が形成されている。

## 地理

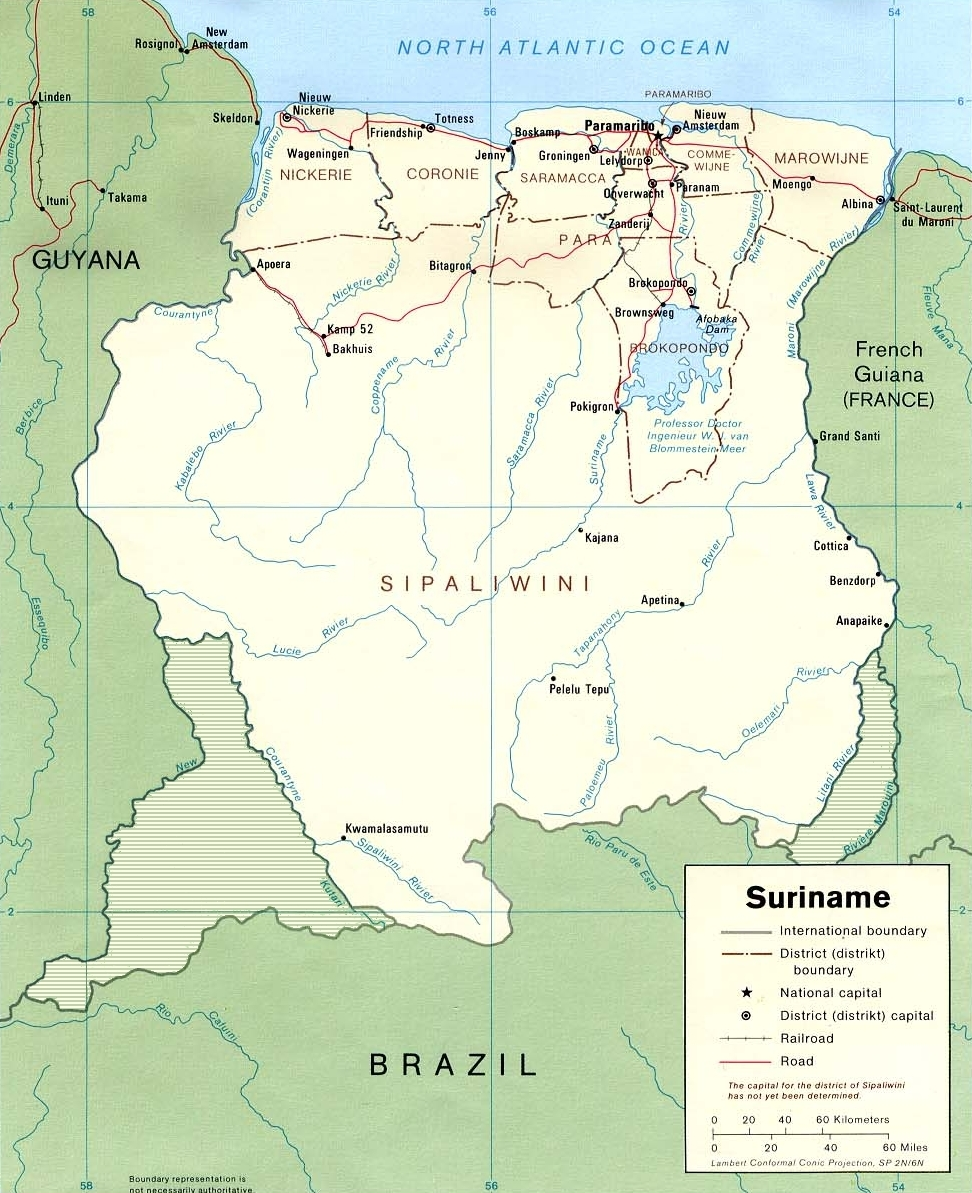
スリナムの地図

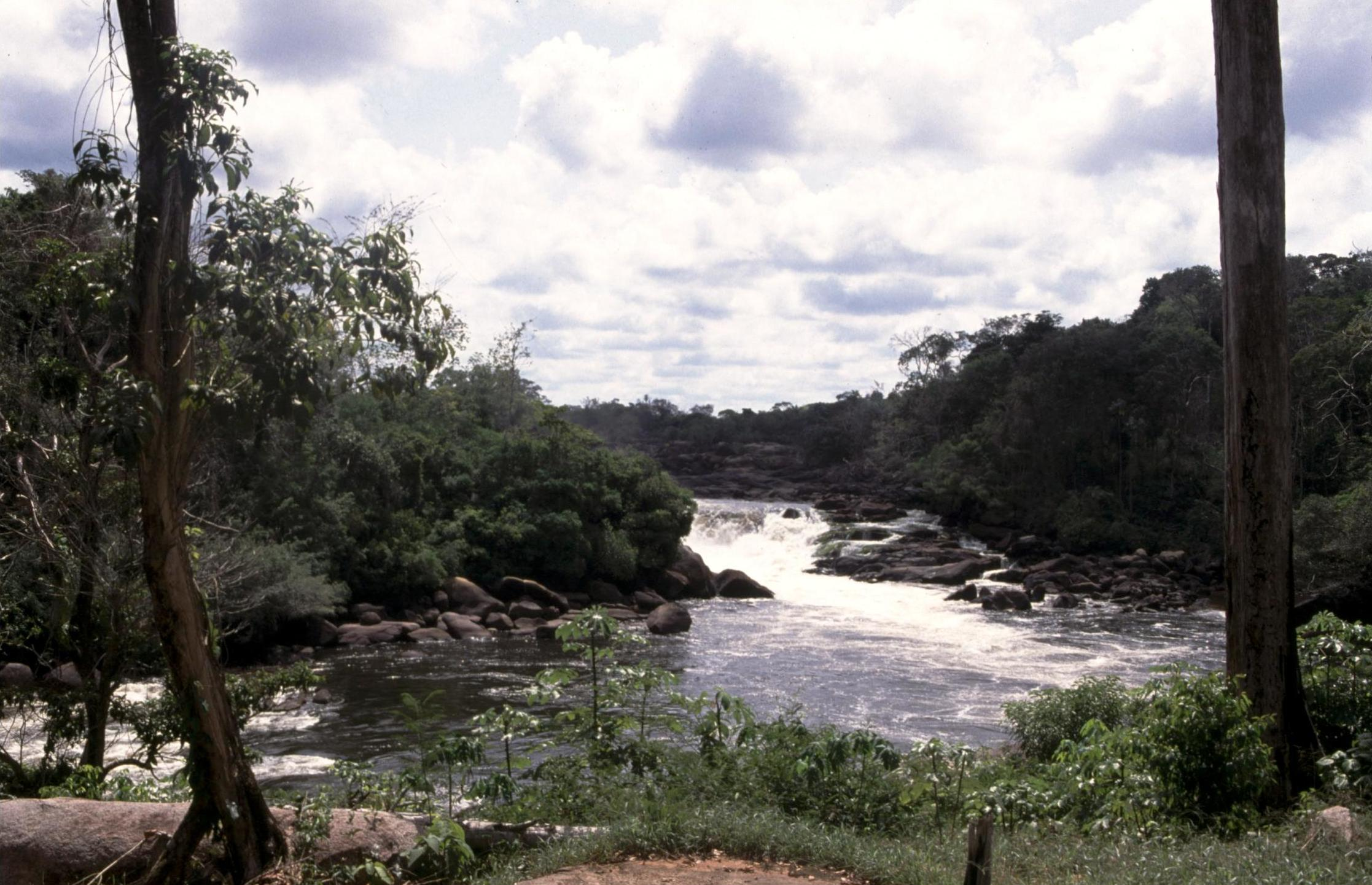
内陸の川

スリナムは南アメリカ最小の独立国である。国土の大部分はギアナ高地に位置し、2つの主要部に区分される。北部の沿岸低地地方（おおよそアルビナ-パラナム-ワゲニンゲンのライン）は文化的であり、人口の大部分はこの地域に居住している。南部は熱帯雨林からなり、ブラジル国境周辺のサバナにはまばらに人が居住している。南部は国土の約80%を占める。
スリナムには2つの主要な山脈、すなわちバクウイス山脈とヴァン・アスチ・ヴァン・エイック山脈が走る。国内の山では海抜1,286mのジュリアナトップ山が最も高い。その他の山としてはタフェルベルグ山（1,026m）、カシカシマ山（718m）、ゴリアスベルグ山（358m）、ヴォルツベルグ山（240m）など。
国の北東部にはブロコポンド・ダムの作る人造湖プロメシュタイン湖があり、これは世界で最も大きなダム湖の内のひとつである。1964年にアフォバッカダムとしてボーキサイト産業（使用量の75%を占める）と国内消費に水力発電を供給するために建設された。
コペナメ川の上流の中部スリナム自然保護区は、手付かずの熱帯雨林と多様な生態系のためにユネスコの世界遺産となっている。スリナムには多くの国立公園がある。沿岸部にはGalibi National Reserve、Coppename Manding国立公園、Wia Wia NR が、中央部にはBrownsberg NR、Raleighvallen/Voltzeberg NR、Tafelberg NR 、Eilerts de Haan NPが、ブラジル国境地帯にはSipaliwani NR がある。 国立公園と湖を合計すると国土の12%を占める。

### 気候
スリナムは熱帯気候であり、国土が赤道直下に近く、赤道から2-5度北に位置するスリナムは、非常に暑く湿った熱帯気候に属し、年間を通じて気温の変化があまりない。4月から8月までと11月から2月まで、1年に2回の雨季がある。また、乾季も8月から11月までと2月から4月までの2回ある。
平均相対湿度は80-90%。平均気温は29-34°C。湿度が高いため実際の温度は歪んでおり、記録された温度よりも最大6°C高く感じる場合がある。
スリナムの気候変動は気温の上昇と異常気象の増加につながっており、比較的貧しい国として、世界的な気候変動への貢献は限られている。森林面積が広いため、この国は2014年以来カーボンネガティブ経済を運営している。 

## 経済

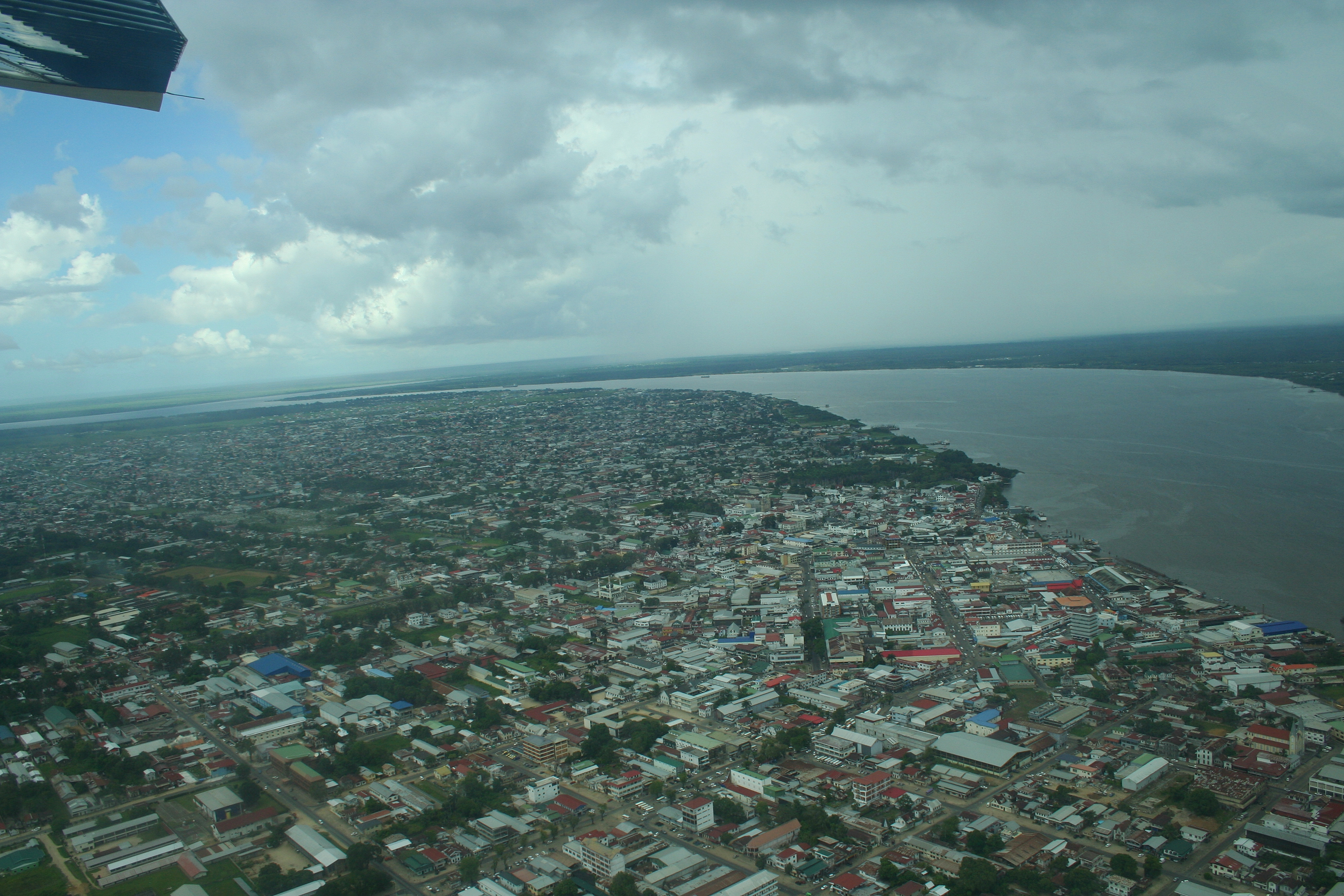
首都パラマリボ。

豊かなボーキサイトや木材資源に恵まれている。スリナムの経済はボーキサイトに大きく依存しており、GDPの15%、輸出額の70%を占めている。農業は砂糖、米、バナナ、柑橘類などで、漁業ではエビが欧州や日本に輸出されている。近年は石油資源や金も期待されている。
国民の1/4が農業セクターに従事している。スリナムの経済は他国に強く依存しており、主な貿易相手国はオランダ、アメリカ合衆国、カリブ海諸国である。

### 鉱業
スリナムの経済は強く鉱業に依存している。総輸出額に占める鉱物資源の割合は2000年時点で8割に達した。輸出の上位4品目はボーキサイトを精製したアルミナ（62.1%）、金（11.4%）、魚介類、原油（4.3%）である。
2007年時点の採掘量は、ボーキサイト（500万トン）、アルミナ（220万トン）、金（11トン）、原油（日量15千バレル）。

## 交通
道路網は沿岸部とその隣接地に向かって東西に伸びている。南北を結ぶおもな手段は川である。内陸部へは水路または空路により結ばれている。空路はヨハン・ペンゲル国際空港（ザンデリー国際空港）から利用され、ガイアナ・仏領ギアナ両国との間はフェリーによって結ばれている。
自動車の通行区分は日本などと同じ左側通行である。南アメリカでは他に隣国のガイアナと英領フォークランド諸島が左側通行を採用している。
鉄道は、過去に使用されていたものは存在するが、現在運用されている鉄道路線は存在しない。スリナムの鉄道も参照。

## 国民

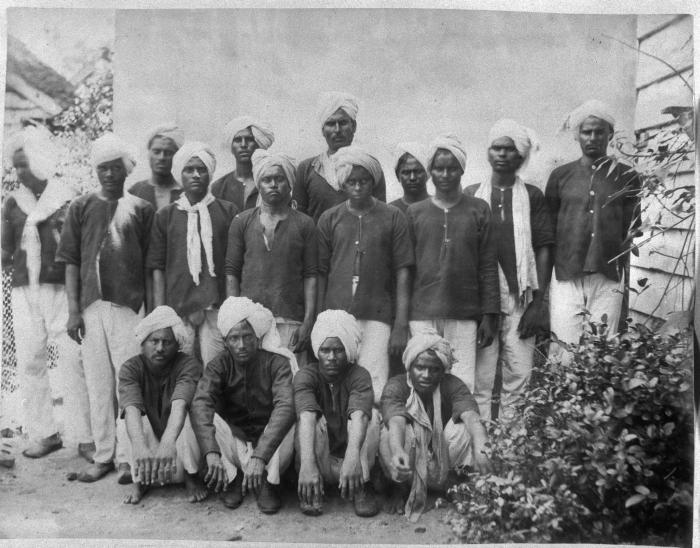
インド系移民（1880年-1900年）

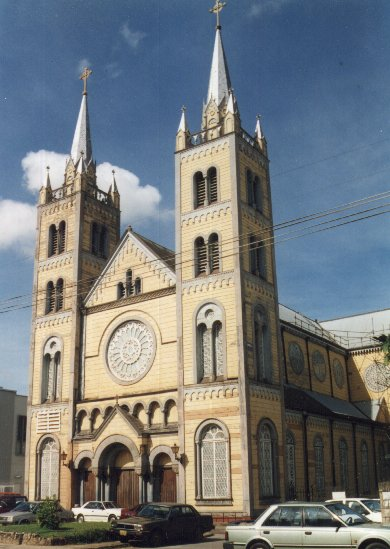
首都の聖ピーター・ポール大聖堂は南北アメリカで最古の木造建造物

### 民族
2023年1月現在、インド系（印僑）27.4%、マルーン系21.7%、クレオール系15.7%、ジャワ系13.7%、混血13.4%、その他と続く。マルーン系は内陸に逃れたアフリカ系奴隷の子孫で、奴隷制廃止まで北部都市に生活した同じアフリカ系のクレオール政権に対して、1986年から1992年まで反乱を起こし戦った。
国民の約90%がパラマリボか沿岸部に居住している。スリナムの人口はオランダにとっても重要である。2005年には328,300人がオランダに居住しており、これはオランダの人口の約2%を占める（スリナムの人口は541,638人である）。

### 言語
およそ14の現地言語があるが、オランダ語が唯一の公用語であり、教育、政府、ビジネス、メディアで使用されている。人口の60%以上がオランダ語の母語話者であり、約20-30%が第二言語としてオランダ語を話す。 
スリナムは、オランダ、ベルギーと並び、世界で3つのオランダ語を話す主権国家のうちのひとつである。また、南北アメリカにおいて、人口の大多数がオランダ語を話している唯一の地域でもある（オランダのカリブ海地域はすべて他の多数派言語が存在するため）。さらに、英語が話されるガイアナとフォークランド諸島と並び、ロマンス諸語に分類される言語が優勢でない南米唯一の地域でもある。2004年、スリナムはオランダ語連合の準加盟国になった。
オランダ語のほか、スラナン語（タキタキ語とも）と呼ばれるクレオール言語が共通語として使われる。また、ジャワ語やヒンディー語など、それぞれの民族はしばしば自分たちがもともと使っていた言語を使っており、ポルトガル語やスペイン語を話すコミュニティも存在する。
近隣諸国からの移民が多い国境地帯の地域では、英語、ポルトガル語、スペイン語、フランス語、および英語やフランス語と現地言語とのクレオール語も話される。

### 宗教
ローマ・カトリックとプロテスタントのキリスト教が40%、ヒンドゥー教20%、イスラム教が14%、不明16%、その他10%となっている。

## 文化

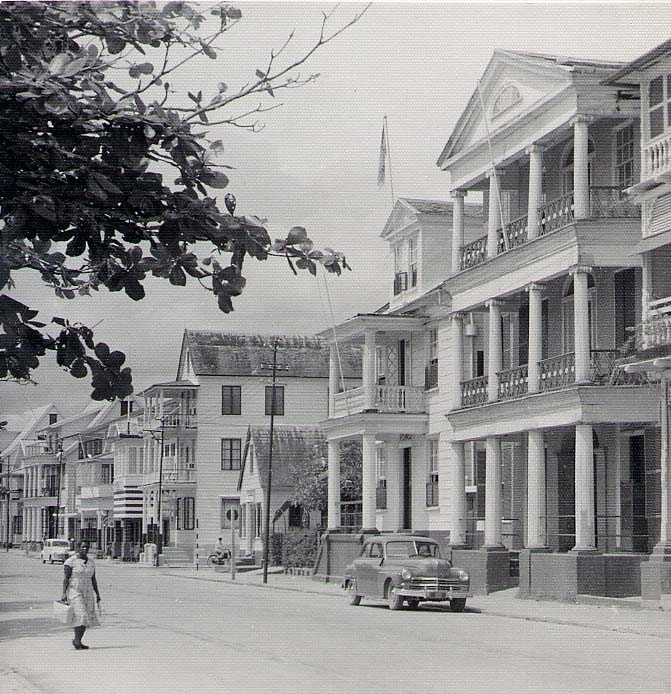
パラマリボ水際の家 (1955年)

オランダ東インド会社の政策により多種多様な民族がスリナムに流入し、現在のスリナム文化はそのような多様で複雑な文化的影響を下敷きにして育まれている。
パラマリボ市内にはヒンドゥー寺院・キリスト教会・イスラムモスクが混在しており、聖ピーター・ポール教会は南米一の木造建築で、EUの支援により2010年に修復された。

### 世界遺産
スリナム国内には、ユネスコの世界遺産リストに登録された文化遺産が2件、自然遺産が1件存在する。

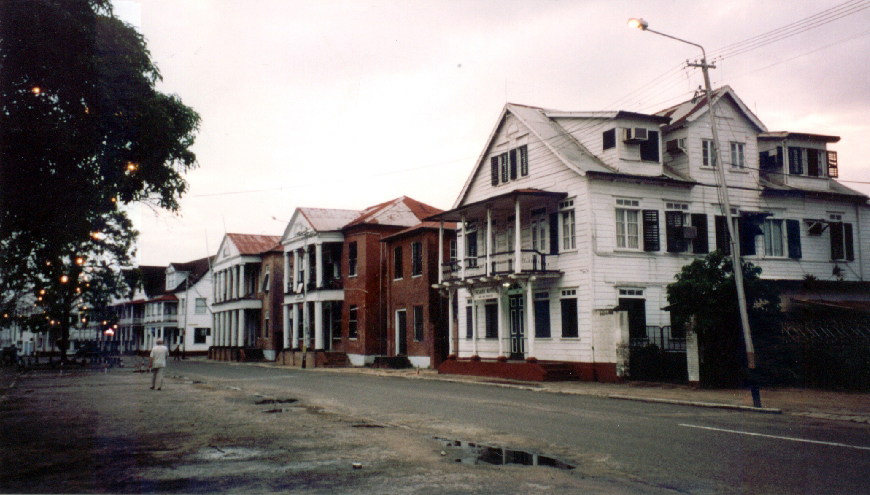
パラマリボ市街歴史地区 (2002年)

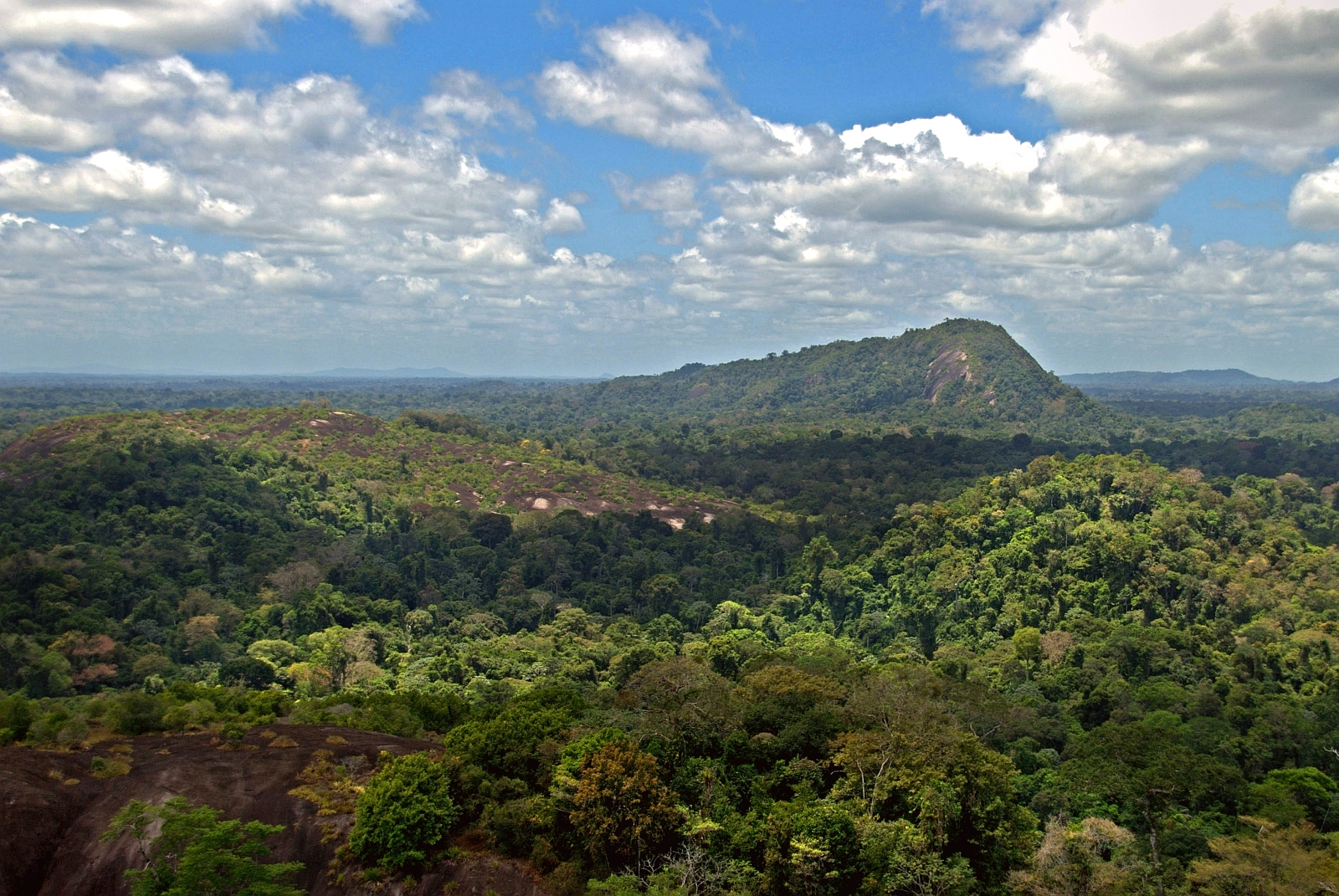
中央スリナム自然保護区 (2000年)

### 祝日
- 1月1日 - 元旦
- 1月/2月 - 旧正月
- 3月（変動あり） - ファグワー
- 3月/4月 - 聖金曜日
- 3月/4月 - イースター
- 3月/4月 - イースターマンデー
- 5月1日 - レイバーデー
- 7月1日 -  奴隷解放の日
- 8月9日 - 先住民の日
- 10月10日 - マルーンの日
- 10月/11月 - ディワリ祭
- 11月25日 - 独立記念日
- 12月25日 - クリスマス
- 12月26日 - ボクシングデー
- さまざま - イード・アル・アドハー
- さまざま - イード・アル・フィトル
- さまざま - サトゥ・スロ/イスラム正月

### スポーツ
総合格闘技団体のUFC・ヘビー級で活躍する、ジャルジーニョ・ホーゼンストライクはスリナム人ファイターとして非常に有名である。RIZIN.10にも出場しており、アンドレイ・コヴァレフと対戦して、2-1の判定勝ちを収めた。
サッカー
スリナム国内でも他のラテンアメリカ諸国同様に、サッカーが圧倒的に最も人気のスポーツとなっている。オランダ代表を選択する選手が非常に多く、サッカー選手の人材の宝庫でもある。例えば「スリナム出身」としては、ユヴェントスなどで活躍したダーヴィッツやセードルフなどが挙げられ、「スリナム移民」としては、リヴァプールなどで活躍したファン・ダイクやワイナルドゥムなどが挙げられる。そのため、スリナム代表としてはFIFAワールドカップへの出場歴はない。しかし、CONCACAFゴールドカップには2021年大会でようやく初出場を果たした。